# Emidio Cipollone
Emidio Cipollone (Cese dei Marsi, 26 gennaio 1960) è un arcivescovo cattolico italiano, dall'11 ottobre 2010 arcivescovo di Lanciano-Ortona.

## Biografia
È nato a Cese dei Marsi, frazione di Avezzano, sede vescovile in provincia dell'Aquila, il 26 gennaio 1960.

### Formazione e ministero sacerdotale
Ha frequentato le scuole medie ed il ginnasio presso il seminario di Avezzano, ha poi proseguito gli studi filosofici e teologici presso il seminario regionale di Chieti; ha inoltre frequentato i corsi di licenza in teologia morale presso l'Accademia alfonsiana di Roma.
Il 18 agosto 1984 è stato ordinato presbitero, nella chiesa di Santa Maria a Cese dei Marsi, dal vescovo Biagio Vittorio Terrinoni.
Qui ha svolto diversi incarichi: vicario parrocchiale di San Giovanni ad Avezzano e cappellano ospedaliero a Pescina, dal 1984 al 1985; parroco di Santa Maria Assunta a Lecce nei Marsi, dal 1985 al 1989; parroco di San Giuseppe a Pescina, dal 1989 al 2000. È stato anche vicedirettore dell'ufficio catechistico diocesano, responsabile della pastorale familiare, assistente spirituale dell'UNITALSI di Avezzano, docente di religione nel liceo classico della città.
Nel 2000 è stato nominato direttore spirituale del seminario regionale di Chieti; inoltre, dal 2007 è stato responsabile regionale dell'ufficio di pastorale familiare; oltre a queste mansioni, ha seguito come assistente spirituale i medici cattolici di Avezzano, dal 2008, e le "Maestre pie e laici per il Vangelo", dal 2009.

### Ministero episcopale
L'11 ottobre 2010 papa Benedetto XVI lo ha nominato arcivescovo di Lanciano-Ortona; è succeduto a Carlo Ghidelli, dimessosi per raggiunti limiti di età. Il 18 dicembre seguente ha ricevuto l'ordinazione episcopale, nella cattedrale della Madonna del Ponte a Lanciano, dal suo predecessore Carlo Ghidelli, co-consacranti Pietro Santoro, vescovo di Avezzano e Bruno Forte, arcivescovo di Chieti-Vasto. Durante la stessa celebrazione ha preso possesso dell'arcidiocesi.
Il 4 giugno 2011, in occasione dell'inaugurazione dell'hospice di Lanciano, "prima struttura pubblica abruzzese per malati terminali", ha dichiarato che l'hospice "è una forza contro la deriva dell'eutanasia".
È delegato per la famiglia e la vita e delegato per la tutela dei minori della Conferenza episcopale dell'Abruzzo e del Molise. Il 10 giugno 2024 è stato eletto vicepresidente della medesima conferenza episcopale.

## Genealogia episcopale
La genealogia episcopale è:
- Cardinale Scipione Rebiba
- Cardinale Giulio Antonio Santori
- Cardinale Girolamo Bernerio, O.P.
- Arcivescovo Galeazzo Sanvitale
- Cardinale Ludovico Ludovisi
- Cardinale Luigi Caetani
- Cardinale Ulderico Carpegna
- Cardinale Paluzzo Paluzzi Altieri degli Albertoni
- Papa Benedetto XIII
- Papa Benedetto XIV
- Papa Clemente XIII
- Cardinale Enrico Benedetto Stuart
- Papa Leone XII
- Cardinale Chiarissimo Falconieri Mellini
- Cardinale Camillo Di Pietro
- Cardinale Mieczysław Halka Ledóchowski
- Cardinale Jan Maurycy Paweł Puzyna de Kosielsko
- Arcivescovo Józef Bilczewski
- Arcivescovo Bolesław Twardowski
- Arcivescovo Eugeniusz Baziak
- Papa Giovanni Paolo II
- Cardinale Giovanni Battista Re
- Arcivescovo Carlo Ghidelli
- Arcivescovo Emidio Cipollone